# Spider-Ham
Peter Porker, alias Spider-Ham est un super-héros parodique évoluant dans l'univers Marvel de la maison d'édition Marvel Comics. Créé par l'éditeur Larry Hama, le scénariste Tom DeFalco et le dessinateur Mark Armstrong, le personnage de fiction apparaît dans le comic book « Marvel Tails Starring Peter Porker, the Spectacular Spider-Ham » en novembre 1983.
Par la suite, le personnage a une série intitulée Peter Porker, the Spectacular Spider-Ham, qui dure 17 numéros, publiée dans la collection Star Comics, puis revient dans la série What The--?! (en).
Cette parodie de Spider-Man est une araignée transformée en cochon et dotée de super-pouvoirs semblables à ceux de Spider-Man. Le personnage existait sur la Terre-8311, un univers parallèle peuplé de versions anthropomorphiques d'animaux parodiant des super-héros et super-vilains Marvel.

## Biographie du personnage
Spider-Ham est une araignée qui acquiert des super-pouvoirs après que May Porker (parodie de May Parker), ayant voulu créer un sèche cheveux fonctionnant à l'énergie nucléaire, fut irradiée et l'eut mordu. L'araignée mute alors en un cochon anthropomorphique semblable à May Porker et décide de mettre ses capacités d'être mi-cochon mi-araignée au service du bien. Après ce seul numéro, Spider-Ham réapparaît de manière irrégulière dans divers comics Marvel.

## Apparitions dans d'autres médias

### Films

#### Spider-Man: New Generation
Spider-Ham apparaît dans le film d'animation Spider-Man: New Generation (2018) de Peter Ramsey, Bob Persichetti et Rodney Rothman.
Il est uns des Spider-Men qui a été téléporté par accident sur la Terre-1610 (la dimension de Miles Morales) à cause du Synchrotron, une machine du Caïd pouvant ouvrir des portails vers d'autres dimensions. Il s'est réfugié chez May Parker avec Spider-Man Noir et Peni Parker afin de trouver un moyen de rentrer chez eux.
Lorsque Miles perd son oncle Aaron, tué par le Caïd, Spider-Ham lui apprend que la difficulté d'être Spider-Man est qu'ils ne peuvent pas sauver tout le monde. Lors de la confrontation finale, il parvient à battre le Scorpion avec l'aide de Spider-Man Noir et Peni, et retourne ensuite dans sa dimension.

#### Spider-Man: Across the Spider-Verse
Spider-Ham apparait dans les souvenirs de Miles Morales alors qu'il accourt chez lui pour tenter de sauver son père. Il apparaitra physiquement à la fin du film où il a rejoint une équipe de Spider-Men, montée par Gwen Stacy, pour aller sauver Miles, téléporté par accident dans la Terre-42.